# Дингачки Шкољ
Дингачки Шкољ је мало ненасељено острво у хрватском делу Јадранског мора.
Дингачки Шкољ се налази око 3 км западно од насеља Трстеник на полуострву Пељешцу. Површина острва износи 0,01 км². Дужина обалске линије је 0,47 км.. Највиши врх на острву је висок 9 метара.